# Fiedułowo (stacja kolejowa)
Fiedułowo (ros. Федулово) – stacja kolejowa w pobliżu miejscowości Pakino i Siergiejcewo, w rejonie kowrowskim, w obwodzie włodzimierskim, w Rosji. Położona jest na nowym szlaku Kolei Transsyberyjskiej.
Stacja wyposażona jest w dużą rampę.

## Historia
Stacja została zbudowana w 1940 przez Gułag, dla obsługi budowy, wykonywanej przez więźniów, zapory wodnej na Klaźmie i Niżniekiezmińskiej Elektrowni Wodnej. W sierpniu 1941 budowa została wstrzymana z powodu wybuchu wojny z Niemcami i już nigdy nie została wznowiona. Powstała wówczas infrastruktura Gułagu w kolejnych latach była wykorzystywana jako kolonia karna, w tym dla więźniów w wieku od 11 do 16 lat. Od początku lat 90. były łagier jest kolonią karną o zaostrzonym rygorze dla osób dorosłych.